# The Virtuous Sin
The Virtuous Sin is een Amerikaanse dramafilm uit 1930 onder regie van George Cukor en Louis J. Gasnier.

## Verhaal
Marya Ivanova Sablin is getrouwd met de wetenschapper Victor Sabin. Tijdens de Eerste Wereldoorlog wordt Victor luitenant in het Russische leger. Sabin heeft er problemen met rigiditeit en discipline. Hij pleegt insubordinatie en krijgt daarvoor de doodstraf. Marya verleidt de generaal Gregori Platoff om het leven van haar echtgenoot te redden. Dan wordt ze echter verliefd op hem.

## Rolverdeling
| Acteur             | Personage                |
| ------------------ | ------------------------ |
| Walter Huston      | Generaal Gregori Platoff |
| Kay Francis        | Marya Ivanova Sablin     |
| Kenneth MacKenna   | Luitenant Victor Sablin  |
| Jobyna Howland     | Alexandra Stroganov      |
| Paul Cavanagh      | Kapitein Orloff          |
| Eric Kalkhurst     | Luitenant Glinka         |
| Oscar Apfel        | Majoor Ivanoff           |
| Gordon McLeod      | Kolonel Nikitin          |
| Youcca Troubetzkov | Kapitein Sobakin         |
| Victor Potel       | Schildwacht              |